# 澳門慶祝中華人民共和國國慶煙花匯演
澳門慶祝中華人民共和國國慶煙花匯演，早在1989年舉辦國際煙花比賽匯演前，每年的中華人民共和國國慶節有部分民間團體於今日南灣一帶近葡京酒店至新麗華酒店對開海面舉行煙花表演。自澳門國際煙花比賽匯演舉辦後，每年的中秋節和中華人民共和國國慶節，國際煙花比賽匯演成為澳門慶祝中秋及國慶的活動之一。在2006年，由於中秋節當天是10月6日，未能與國際煙花比賽匯演場次碰上，旅遊局安排一場為時10分鐘的特別煙花表演慶祝中秋節。另一方面，在2017年、2020年及2022年，由於該年國際煙花比賽匯演取消，旅遊局改為獨立舉行國慶煙花表演，作為澳門特別行政區政府慶祝中華人民共和國國慶節的一個特別節慶活動。其中在2020年中華人民共和國國慶節當天正值中秋節，煙花表演由澳門旅遊局及橫琴新區管理委員會聯合承辦，被冠名為“月滿琴澳國慶煙花匯演”。

## 概述
2006年的中秋節，澳門旅遊局考慮到中秋節為中國人重要節日，加上該屆澳門國際煙花比賽匯演未能與中秋節碰上，加上國慶節的最後一場國際煙花比賽匯演場次與中秋節的間隔時間長，於是旅遊局籌備在該年2006年10月6日舉行一場煙花表演慶祝中秋節。 同樣地，2009年的澳門國際煙花比賽匯演因中秋節日期為西曆10月3日，國際煙花匯演亦未能與中秋節碰上，但旅遊局在該年沒有舉辦中秋特別煙花表演。 2023年中秋節日期為9月29日，國際煙花匯演亦未能與中秋節碰上，加上與國慶節日期相近，故當天未有舉行任何煙花表演。
2017年超強颱風天鴿對澳門造成嚴重重創，政府宣佈取消大型節慶活動，包括澳門國際煙花比賽匯演，其後旅遊局表示希望與全國人民一同慶祝國慶，於10月1日當天晚上9時舉行國慶煙花表演。
2020年，持續受2019冠狀病毒病全球疫情影響，導致國際煙花比賽匯演取消，旅遊局將澳門光影節提前在9月下旬至10月全月舉辦，其後於中秋節及中華人民共和國國慶節當天與橫琴新區合作承辦“月滿琴澳國慶煙花匯演”。
2021年繼續受疫情影響，旅遊局取消國際煙花比賽匯演，中秋及國慶不舉行任何煙花表演活動，改為舉辦翱遊澳門無人機表演盛會取代煙花表演活動，但受保安及裝修群組疫情影響由10月延至該年12月進行。
2022年，廣東省珠海市原本計劃由橫琴粵澳深度合作區民生事務局與澳門特別行政區政府旅遊局合辦琴澳國慶跨境煙花匯演，但因中國大陸疫情對線下活動採取限制不能開展，改由澳門旅遊局獨辦和僅在澳門境內舉行，亦是第三次因澳門國際煙花比賽匯演取消的關係，而再次以獨立方式舉辦，並且是繼2017年颱風天鴿後第二次由旅遊局獨自承辦並且獨立舉辦國慶煙花表演。

## 歷年資料

### 2006年中秋特別煙花表演
2006年10月5日，旅遊局宣佈於10月6日舉辦一場煙花表演，慶祝中秋節，地點在澳門旅遊塔對出海面。表演在當天晚上9時30分舉行，燃放時間約10分鐘。有份參與該年的澳門國際煙花比賽匯演的湖南省瀏陽市宏吉煙花公司負責中秋夜的煙花表演。 由於中國曆法計算，當年中秋節未能碰上本屆澳門國際煙花比賽匯演。澳門特區政府旅遊局考慮到中秋節為中國人重要節日，故特別籌辦一場煙花表演，以添節日氣氛。

### 2017年國慶煙花匯演
2017年8月23日，澳門遭受超強颱風天鴿吹襲，造成大規模破壞、財政損失和人命傷亡。8月26日，另一股熱帶氣旋“帕卡”即將吹襲澳門，澳門特區政府宣佈為集中資源進行善後和防風工作，即日起取消近期一系列公眾、節慶、文娛康體及交流活動，包括第29屆澳門國際煙花比賽匯演及火樹銀花嘉年華等。
2017年國慶煙花匯演於2017年10月1日舉行，主題為「賀國慶」，表演歷時15分鐘，並利用四首歌曲為主題，分別是《蓮花》、《歌唱祖國》、《我是中國人》和《男兒當自強》。

#### 十一煙花照辦惹廣泛不滿
原本因為發生了「8.23風災」，傷亡慘重，澳門政府決定取消9月多個活動，包括於9月和10月1日中國國慶當日舉行的「澳門國際煙花比賽匯演」，當時獲得社會廣泛肯定。2017年9月25日，澳門旅遊局突然宣佈於10月1日晚上9時在澳門旅遊塔對開海面燃放煙花，慶祝中華人民共和國成立68周年，表演為時15分鐘。
相關消息傳出後，引起澳門廣泛市民於網上社交平台批評，包括浪費金錢、不尊重風災中的死者以及社會當時在風災過後仍然充斥負面情緒等。已經結束營運的愛瞞日報在舉行當天更以黑白鏡面直播煙花表演，暗示對澳門特區政府和澳門旅遊局的一意狐行行為表達不滿。

### 2020年月滿琴澳國慶煙花表演
2020年國慶煙花匯演活動，舉行日期為2020年10月1日正值中國傳統節日中秋節，因此活動被冠名為“月滿琴澳國慶煙花表演”，為時20分鐘，由澳門特別行政區政府旅遊局與珠海市橫琴新區管理委員會合辦，澳門方面燃放煙花，橫琴方面播放音樂，共同慶賀中華人民共和國成立71周年。
- 演出分為三節，分別是“相約濠江”（時長6分鐘）、“情動澳門”（時長8分鐘）和“澳韻琴聲”（時長8分鐘），演出期間利用橫琴原創音樂《愛在琴澳》專輯的多首歌曲貫穿整場煙花表演，與各章節的煙花表演互相配合[14]。
- 其中第一章節“相約濠江”為時約6分鐘，以較柔和中低空的煙花揭開序幕，背景音樂為中央少年广播合唱团演唱的《澳门对面是横琴》；第二章節“情動澳門”帶來約8分鐘的大型柔和旋律煙花，當中背景音樂為澳門土生葡人組合Soler演唱的《琴動澳門》、合唱版本的《我的中國心》；最終章節“澳韻琴聲”獻上約6分鐘的大型澎湃旋律煙花，以3D立體數字字型“2020”和“71”，以及多個笑臉形狀的煙花，背景音樂包括由鲁士郎及劉雨潼主唱的《琴澳永相伴》，最後由合唱版本《我愛你中國》為整場煙花表演作出完整的落幕[15]。
- 當局同時於澳門半島和氹仔四個不同地點放置音響設備，並於澳門電台中文頻道同步並實時播放煙花背景音樂，而澳廣視電視澳門綜藝頻道直播該煙花表演演出[16][17]。

### 2022年國慶煙花表演
2022年8月18日，澳門紙媒力報的報道，珠海市公共資源交易中心日前發布《2022琴澳國慶跨境煙花匯演服務採購專案競爭性磋商公告》，公告對琴澳國慶跨境煙花匯演服務採購項目作出了具體要求，意味著一場連接兩地、共慶佳節的煙花秀已排上日程。根據附件內容，琴澳國慶跨境煙花匯演將由深合區民生事務局與澳門特區政府旅遊局合作，打造兩地合作的可持續性文旅品牌。煙花匯演預計于國慶期間舉行，將在珠海水域與澳門水域分別設兩個燃放點，同時在兩地岸邊設置冷煙花燃放點，通過合理的設計和編排、統一的調度，做到兩岸水域的煙花表演中間沒有停頓，燃放章節清晰明了、層層遞進，做到時間上有交錯、內容上有呼應，燈光上有互動，音樂上有交融。
2022年8月28日，澳門旅遊局代局長許耀明表示，下半年推多項活動吸引遊客訪澳，其中在中華人民共和國國慶日當天與橫琴上演琴澳煙花匯演。
2022年9月25日，旅遊局局長文綺華表示，國慶煙花匯演將於10月1日晚上9時舉行，當天已完成船隻等防疫消毒工作，煙花亦陸續抵澳，之後會安裝於躉船，關鍵會否撞正颱風到來，但一切都準備就緒。她表示，原先國慶煙花希望與橫琴合辦的，但因內地近期有很多線下活動不能開展，所以改為澳門方面自行舉辦。
2022年9月28日，旅遊局公佈國慶黃金周期間活動安排，其中在10月1日晚上9時將於澳門旅遊塔對開海面舉行“2022國慶煙花表演”，由兩艘躉船進行燃放，時長約15分鐘，分四個篇章︰“祖國萬歲”、“鎏金歲月”、“同心致遠”及“共築中國夢”。
| 篇章                   | 內容介紹 | 配樂                                             | 備註 | 相關資料 |
| 第一篇章：“祖國萬歲”   | 以金色和紅色為主色調，煙火幻化為愛心及金蝶等造型，相互輝映，奏響國慶盛典的樂章。                                             | 《義勇軍進行曲》（前奏）                         |      | [ 21 ]   |
| 第二篇章：“鎏金歲月”   | 以銀色為主要色調的煙花閃亮夜空，翻開歲月的雕琢，展現澳門古樸與華麗的城市面貌。                                               | 交響樂版本的《一個神奇的地方》（原唱：澳門群星） |      | [ 21 ]   |
| 第三篇章：“同心致遠”   | 展示漫天彩色的花火爭艷，喻意澳門與祖國緊密相連，擕手共進。                                                                   | 《澳門歡迎你》（原唱：陶喆）                     |      | [ 21 ]   |
| 第四篇章：“共築中國夢” | 以金色為主色調，一束束金閃柳在高空綻放，喚發生機，象徵祖國與澳門共繁榮、共奮進，為實現中華民族偉大復興的中國夢做出更大貢獻。 | 合唱版本《我的祖國》（原唱：郭蘭英）             |      | [ 21 ]   |

## 媒體播放
2020年月滿琴澳國慶煙花匯演期間，旅遊局透過澳廣視旗下的電視頻道澳門綜藝實時現場直播表演情況，2022年國慶煙花表演舉行期間新增澳視澳門及澳門-MACAU同步直播，並配以旁述講解煙花表演。此外，澳門旅遊局在澳門半島和氹仔島五個不同地點，包括：澳門旅遊塔旁空地、孫逸仙大馬路觀音蓮花苑、氹仔海洋大馬路、媽閣海邊休憩區(近巴士總站)及科學館海堤分別設置了音響設備，同時澳廣視旗下的澳門電台中文頻道 (FM100.7) 實時轉播煙花表演背景音樂。另外，澳門旅遊局亦同時透過Facebook、YouTube、Wechat和微博等多個網上社交平台直播國慶煙花表演。

## 防疫措施
鑑於COVID-19疫情在全球持續，2020年及2022年國慶煙花表演期間加強防疫措施控制及疏導觀賞人流。
2020年，澳門旅遊局表示在月滿琴澳國慶煙花匯演舉行前後，當局與交通事務局及治安警察局等相關部門進行密切溝通，會盡量疏導當晚觀賞煙花滙演的人群。同時，為了配合防疫指引，減少人流聚集，當局會安排現場直播，讓部分市民可選擇留家欣賞煙花滙演。
2022年國慶煙花表演舉行當天，觀眾進入澳門旅遊塔旁空地的劃定區域須出示有效綠色“澳門健康碼”、掃描場所碼、接受體溫測量及保持社交距離，全程佩戴自備口罩，並配合現場保安人員的人流管理措施。

## 相關活動
- 澳門國際煙花比賽匯演
- 慶祝澳門特別行政區成立周年煙花匯演
- 澳門除夕倒數活動（澳門元旦煙花匯演）
- 澳門農曆新年煙花表演